# Pol Clark
Pol Clark (* 1912 in Brüssel; † nach 1977) war ein belgischer Jazzmusiker (Tenorsaxophon, Klarinette).

## Leben und Wirken
Pol Clark besuchte zunächst die Musikschule, 1926/27 das Musikkonservatorium Brüssel, an dem er Unterricht bei dem Klarinettisten M. Bajaert hatte. Seine Karriere begann er zunächst als Musiker im Bereich der klassischen Musik, bevor er mit Freunden ein Varieté-Orchester gründete. 1937 wurde er Mitglied im Orchester von Jean Omer, mit dem er regelmäßig im Kasino von Middelkerke auftrat. Zwischen 1930 und 1940 arbeitete er in verschiedenen Formation im Raum Brüssel, Gent und in Luxembourg. 1940–42 spielte er in Lüttich bei Coco Colignon, mit dem 1944 erste Aufnahmen entstanden, und 1943–45 bei Eddie de Latte in Brüssel. Ab 1940 arbeitete Clark auch mit einer eigenen Formation, der sein Bruder Pierre Clark (as, fl), Jean Binon (bar), Francis Léglise (as), René Hellebroek (p), Billy West (tp), Louis D'Hooge (tp) und Peter Brukatof (dr) angehörten. 1946 nahm er mit Robert De Kers auf.
Nach Kriegsende tourte Clark in Belgien und Luxembourg für die USO; anschließend trat er vorwiegend in Brüsseler Clubs auf, 1958 im Bœuf sur le Toit. 1961 eröffnete er eine Musikalienhandlung, setzte aber seine Karriere als Musiker und Orchesterleiter bis 1969 fort, vor allem im Casino Blankenberge. 1944 bis 1974 war er Vorsitzender der Musikergewerkschaft und bis 1977 Herausgeber der Zeitschriften Actualité Musicale und Guide de l'Onyx Club.

## Lexikalischer Eintrag
- Émile Henceval: Dictionnaire du jazz à Bruxelles et en Wallonie. Liège: Pierre Mardaga, 1991.